# Olaf Heredia
Carlos Olaf Heredia Orozco (* 19. Oktober 1957 in Apatzingán, Michoacán) ist ein ehemaliger mexikanischer Fußballtorwart.

## Biografie

### Verein
Heredia begann seine Profikarriere 1978/79 in Diensten der UNAM Pumas, für die er bis 1984 tätig war und mit denen er 1981 mexikanischer Meister wurde. 1984 wechselte er zu den UANL Tigres, für die er bis 1987 unter Vertrag stand. Danach spielte er in dreijährigem Turnus für Morelia und Cruz Azul, ehe er 1993 zu Santos Laguna wechselte, mit denen er 1996 einen weiteren Meistertitel gewann, bevor er seine aktive Karriere am Ende der Saison 1996/97 beendete.

### Nationalmannschaft
Zwischen 1983 und 1986 kam Heredia insgesamt 18 Mal für die mexikanische Fußballnationalmannschaft zum Einsatz. Sein Länderspieldebüt gab er bei einem elfminütigen Kurzeinsatz am 25. Oktober 1983 gegen El Salvador (5:0), sein letztes Länderspiel absolvierte er am 27. April 1986 gegen Kanada (3:0) über die volle Distanz. Er gehörte auch zum WM-Aufgebot der Mexikaner bei der 1986 im eigenen Land ausgetragenen WM, kam dort aber nicht zum Einsatz.

## Erfolge
- Mexikanischer Meister: 1980/81, Inv. 1996
- CONCACAF Champions Cup: 1980, 1982
- Copa Interamericana: 1981